# Uliks Kotrri
Uliks Kotrri (* 21. Juni 1975 in Shkodra) ist ein ehemaliger albanischer Fußballspieler im Mittelfeld. Er spielte für Energie Cottbus in der 2. Fußball-Bundesliga.

## Karriere
Kotrri spielte in seiner Jugend beim albanischen Erstligisten KS Vllaznia Shkodra. 1995 wurde er vom SAK Klagenfurt verpflichtet, ging aber nach der Saison trotz 18 Einsätzen und vier Toren wieder zurück nach Shkodra. Nach einer Saison wechselte er zum FC Energie Cottbus und wurde dort in der 2. Fußball-Bundesliga zweimal eingesetzt, blieb aber torlos. Nach einer weiteren Aufenthalt bei KS Vllaznia Shkodra spielte Kotrri von 2002 bis 2004 in der Ukraine bei Tawrija Simferopol. Von 2005 bis 2006 war er beim neuseeländischen Verein Otago United, bevor er wieder zurückkehrte. 2009 seine Karriere entweder bei KS Vllaznia Shkodra oder zu einer erneuten Saison bei Otago United.
Kipre absolvierte drei Spiele für die albanische Fußballnationalmannschaft.